# Alexandru Piru
Alexandru Piru (n. 22 august 1917, Mărgineni, Bacău, România – d. 6 noiembrie 1993, București, România) a fost un critic și istoric literar român, profesor de literatură la Facultatea de Litere a Universității din București. A fost senator român în legislatura 1990-1992 ales în București pe listele partidului FSN. În cadrul activității sale parlamentare, Alexandru Piru a fost membru în grupurile parlamentare de prietenie cu Statul Israel, Republica Populară Chineză și Republica Franceză-Senat. 
A fost unul dintre asistenții lui George Călinescu, alături de Dinu Pillat și Adrian Marino, până la „radierea" (îndepărtarea) acestuia din Facultate, și a îngrijit re-editarea monumentalei Istorii a literaturii române de la origini și pînă în prezent, semnând prefața ediției a doua, publicată în 1982 de Editura Minerva.

## Istoricul literar
Alexandru Piru a scris de asemenea o istorie a literaturii române, influențată ca manieră de abordare de cea a lui G. Călinescu, Istoria literaturii române de la origini până la 1830 (publicată în 1977), Istoria literaturii române (publicată postum în 1994) și nu în ultimul rând foarte utila Istorie a literaturii române vechi, considerată a fi a doua ca valoare după cea interbelică a lui Nicolae Cartojan. Alexandru Piru este și autorul unei retrospective a deceniului literar cinci, intitulată Panorama deceniului literar românesc 1940-1950 (apărută în 1968). În anul 2006 a fost ales membru post-mortem al Academiei Române.

## Distincții
- Medalia „Meritul Științific” (26 septembrie 1966) „pentru merite deosebite în activitatea științifică, cu prilejul Centenarului Academiei Republicii Socialiste România”[5]

## Selecție din cărțile publicate

### Istorii ale literaturii române
- Literatura romînă veche, ediția întâi, 1961
- Literatura romînă veche, ediția a doua, 1962
- Literatura romînă premodernă, 1964
- Istoria literaturii române de la origini până la 1830, 1977
- Istoria literaturii române de la început pînă azi, 1981
- Istoria literaturii române, ediția revizuită de autor, apărută postum, 1993
- Istoria literaturii române, 1994

### Monografii critice
- Viața lui G. Ibrăileanu, 1946
- Opera lui G. Ibrăileanu, 1959
- Liviu Rebreanu, 1965
- C. Negruzzi, 1966
- Ion Eliade Rădulescu, 1971

### Alte studii
- Varia
- Poezia română clasică
- Studii și comunicări, în colaborare cu George Călinescu (1966)
- Universul poeziei, în colaborare cu George Călinescu; ediția a II-a (1971)
- Analize și sinteze critice (1973)
- Poezia românească contemporană (1975).
- Valori clasice (1978)
- Discursul critic (1987)
- Eminescu, azi (1993)